# Cranbury Township
 Cranbury Township – gmina w hrabstwie Middlesex, w stanie New Jersey, w USA.
- Liczba ludności (2000) - ok. 3,2 tys.
- Powierzchnia - 34.8 km², z czego 34.7 km² to powierzchnia lądowa, a 0.1 km² - wodna